# 1940 en Belgique
Chronologie de la Belgique
- 1936
- 1937
- 1938
- 1939
- 1940
- 1941
- 1942
- 1943
- 1944

Cette page recense des événements qui se sont produits durant l'année 1940 en Belgique.

## Chronologie

### Janvier 1940
- 5 janvier : remaniement ministériel important au sein du gouvernement Pierlot III[1].
- 10 janvier : un Messerschmitt Bf 108 Taifun allemand transportant des documents ultra-secrets sur le « plan Jaune » s'écrase à Vucht[2].

### Février 1940
- 28 février : le roi Léopold III interdit aux ministres de s'informer des intentions des Alliés en cas d'invasion allemande[1].

### Avril 1940
- 25 avril : le gouvernement Pierlot III présente sa démission. Le roi Léopold III la refuse[3].

### Mai 1940
- 10 mai : début de la campagne des 18 jours[4].
  - 4 h 35 : le ministère des Affaires étrangères reçoit les premières informations concernant des attaques aériennes allemandes[5].
  - 7 h : ouverture de la frontière franco-belge pour permettre aux troupes françaises d'entrer en Belgique[5].
  - Les troupes allemandes envahissent la Belgique.
  - Loi relative « aux délégations de pouvoir en temps de guerre ». Elle permet aux fonctionnaires encore en place d'exercer des compétences en l'absence de leur supérieur hiérarchique[6]. Concrètement, dix secrétaires généraux reçoivent autorité sur l'administration belge en cas d'occupation[7].
- 11 mai : 
  - Prise du fort d'Ében-Émael par les Allemands, qui parviennent à franchir le canal Albert[8].
  - Premiers combats entre les troupes françaises et allemandes[9].
- Du 12 au 14 mai : bataille de Hannut.

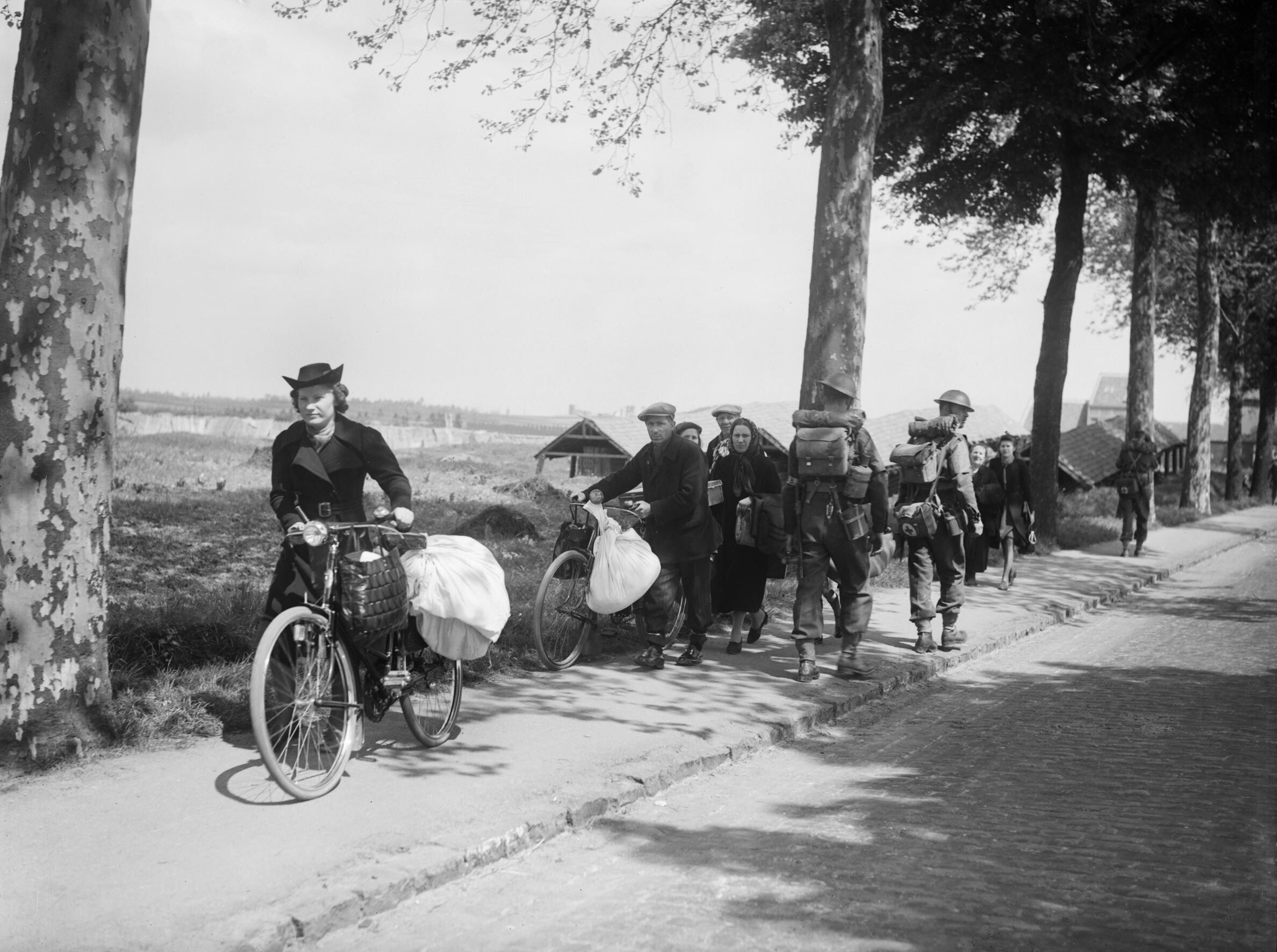
Des soldats britanniques et des réfugiés belges sur la route de Louvain à Bruxelles, le 12 mai 1940.

- Du 12 au 15 mai : bataille de Dinant.
  - 12 mai : la 7e Panzerdivision d'Erwin Rommel atteint Dinant[10].
  - 13 mai : la 5e Panzerdivision parvient à traverser la Meuse à hauteur de l'île de Houx[11].
  - 15 mai : les Allemands atteignent Philippeville[11].
- 14 et 15 mai : bataille de Gembloux.

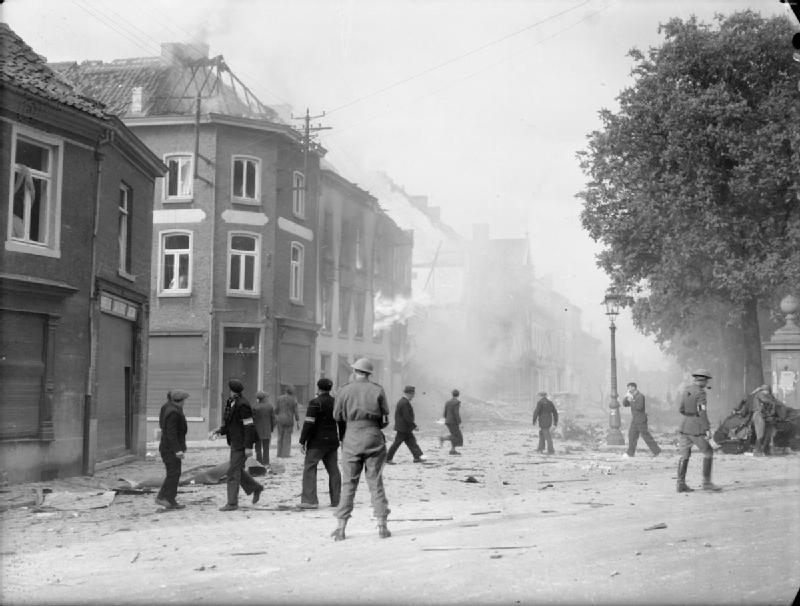
Des soldats britanniques et des passants après un bombardement aérien, à Enghien, le 14 mai 1940.

- Du 14 au 16 mai : bataille de Louvain[12].
  - 16 mai : la bibliothèque de l'université catholique de Louvain est incendiée lors des combats. 885 000 livres partent en fumée[13].

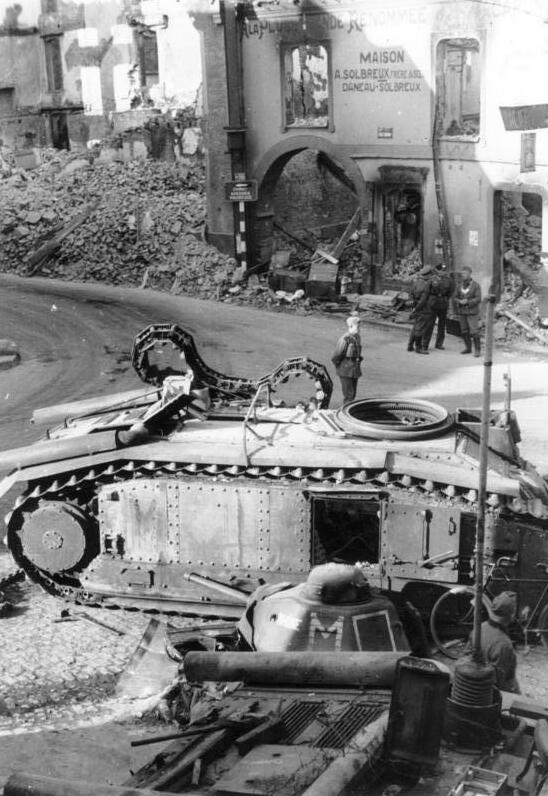
Des maisons en ruine et un char B1 français détruit à Beaumont, le 16 mai 1940.

- 15 mai : Paul-Henri Spaak et Camille Gutt confient un mandat à Alexandre Galopin (Société générale), Max-Léo Gérard (Banque de Bruxelles) et Fernand Collin (Kredietbank) pour qu'ils prennent en charge l'économie durant la guerre[14].
- 16 mai : le gouvernement quitte Bruxelles[4].
- 17 mai : prise de Charleroi et Bruxelles par les Allemands.
- 18 mai : 
  - Prise d'Anvers.
  - Les communes belges d'Eupen, Gemmenich, Henri-Chapelle, Hombourg, Malmedy, Montzen, Saint-Vith, Sippenaeken et Welkenraedt sont incorporées au Reich. Leur administration est germanisée[15].
- 20 mai : l'armée belge s'est entièrement retirée derrière l'Escaut et le canal Gand-Terneuzen[16].
- 21 mai : conférence d'Ypres[1].
- Du 23 au 28 mai : bataille de la Lys.
  - 23 mai : Les Allemands reprennent l'attaque sur le canal Gand-Terneuzen[17].
  - 24 mai : l'artillerie allemande et la Luftwaffe bombardent Courtrai et Menin[18].
  - 25 mai : le village de Vinkt, défendu par la 7e compagnie du 1er chasseurs ardennais, est attaqué par la 225e division d'infanterie de la Wehrmacht. Les Allemands subissent de lourdes pertes, mais lorsque les chasseurs ardennais se retirent, les troupes de la Wehrmacht se vengent en massacrant une partie de la population civile (notamment à Meigem, Olsene, Oeselgem et Zulte)[19].

- 25 mai : entrevue de quatre membres du gouvernement (Pierlot, Spaak, Denis et Vanderpoorten) avec le roi au château de Wynendaele. Les ministres tentent en vain de convaincre le roi de partir en France avec le gouvernement. Léopold III compte bien rester en Belgique auprès de son armée[18],[20].
- 27 mai : Léopold III demande une trêve à l'Allemagne[20].
- 28 mai : 
  - 4 h : capitulation sans condition de l’armée belge. Le roi est fait prisonnier[20].
  - Dans une allocution radiodiffusée depuis Paris, le Premier ministre Hubert Pierlot fait savoir que Léopold III est désormais dans l'impossibilité de régner. Le gouvernement exercera les compétences royales puisque les Chambres ne peuvent plus être convoquées[21] :

« Aucun acte du Roi ne peut avoir d'effet s'il n'est contresigné par un ministre. Ce principe est absolu, il est une règle fondamentale du fonctionnement de nos institutions. Le Roi, rompant le lien qui l'unissait à son peuple, s'est placé sous le pouvoir de l'envahisseur. Dès lors, il n'est plus en situation de gouverner car, de toute évidence, la fonction du Chef de l'État ne peut être exercée sous le contrôle de l'étranger. »

- 29 mai : reddition du fort de Tancrémont[23].
- 30 mai : les Allemands font transférer le roi Léopold III au château de Laeken. Il y restera jusqu'en juin 1944[24].
- 31 mai
  - Le commandement de la Belgique et du Nord de la France est confié au général Alexander von Falkenhausen[21].
  - Les parlementaires belges se réunissent à Limoges[25]. Ils regrettent la capitulation de Léopold III et réitèrent leur soutien au gouvernement en exil[1].

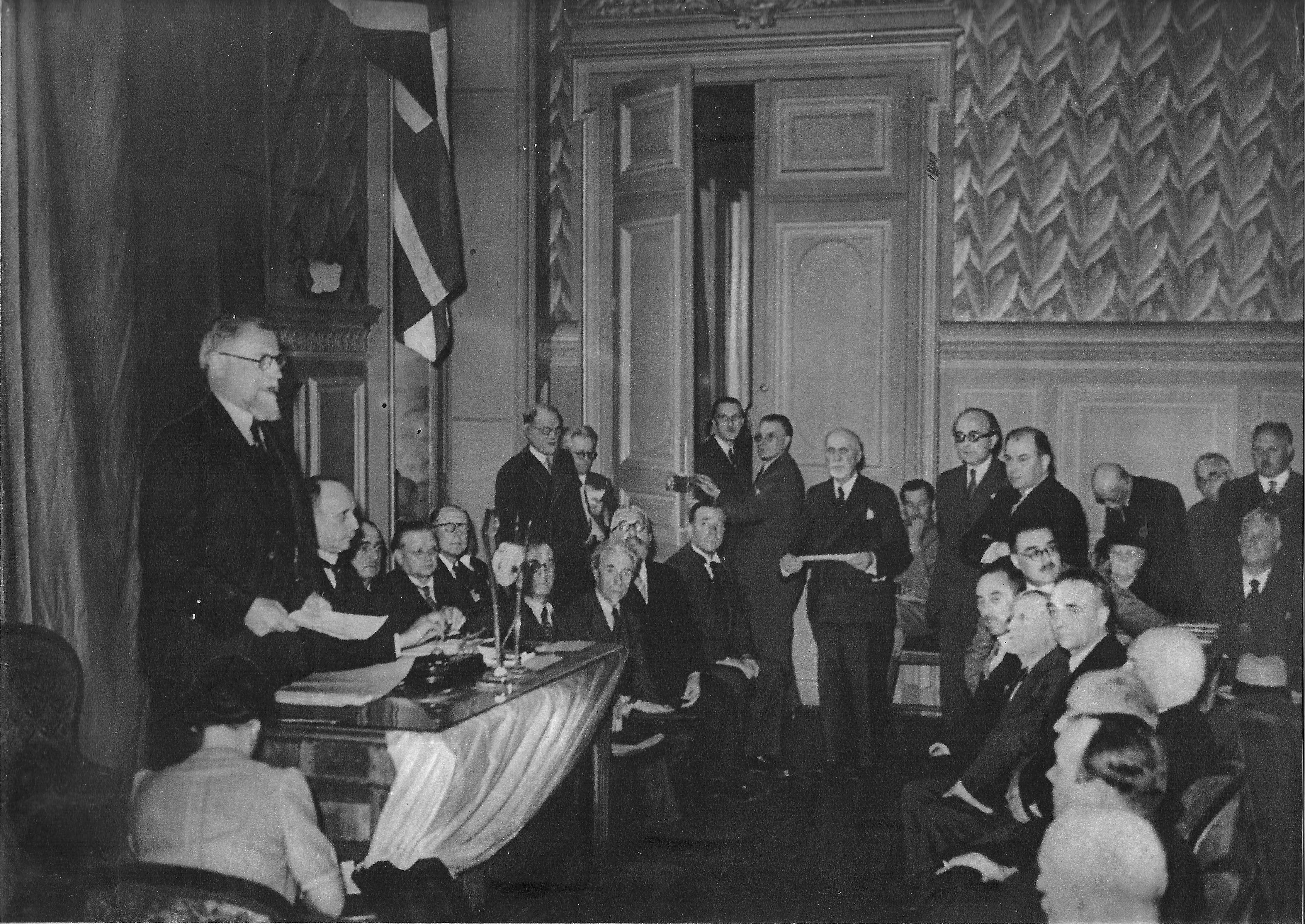
Les parlementaires belges réunis à Limoges.

### Juin 1940
- 2 juin : une lettre pastorale du cardinal Van Roey est lue dans toutes les églises de Bruxelles et d'Anvers. Dans son message, le cardinal appelle les Belges à se regrouper autour de Léopold III et condamne les accusations portées contre le roi depuis Paris[26].
- 6 juin : le Royaume-Uni reconnaît le gouvernement belge[21].
- 7 juin : distribution des premières cartes de rationnement[1].
- 8 juin : instauration de la parité entre le franc belge et le franc français[1].
- 12 juin : les secrétaires généraux de l'administration publique encore en place s'engagent à exécuter comme lois belges les ordonnances prises par les Allemands durant l'occupation[27].
- 18 juin : 
  - Le ministre de la Santé publique Marcel-Henri Jaspar part pour Londres sans prévenir le reste du gouvernement[28].
  - En vertu d'un arrêté-loi, le ministre des Colonies Albert de Vleeschauwer obtient les pleins pouvoirs législatifs et exécutifs pour gérer le Congo belge[29].
- 19 juin : le gouvernement se regroupe à bord du Baudouinville, dans le port de Bordeaux, prêt à accueillir une délégation allemande et à suivre le même sort que la France[28].
- 20 juin : le gouvernement britannique réagit vivement à la décision du gouvernement belge de cesser les hostilités[28].
- 23 juin : 
  - Dans un discours radiodiffusé depuis la BBC à Londres, Marcel-Henri Jaspar dénonce l'attitude du gouvernement en exil et appelle tous les Belges à rejoindre le Royaume-Uni pour continuer le combat. Ce message provoque la colère des ministres belges restés en France. Jaspar est révoqué[28].
  - La Fabrique nationale de Herstal est intégrée à la Deutsche Waffen- und Munitionsfabriken AG[30].
  - Fondation à Anvers du mouvement de résistance De Witte Brigade (« La Brigade blanche »)[1].
- 25 juin : Hitler décide de ne plus reconnaître le gouvernement belge en exil[31].
- 28 juin : le gouvernement belge se réfugie à Vichy[32].

### Juillet 1940
- 4 juillet : le ministre des Colonies Albert de Vleeschauwer arrive à Londres. Il se dit prêt à inclure les ressources du Congo dans l'effort de guerre allié[33].
- 5 juillet : Jaspar et le député Camille Huysmans tentent de former un nouveau gouvernement en exil à Londres. Leur plan échoue à l'arrivée du ministre des Colonies[34].
- 8 juillet : Winston Churchill reçoit de Vleeschauwer et souhaite que les ministres les plus importants du gouvernement en exil rejoignent Londres[33].
- 22 juillet : Camille Huysmans crée à Londres un « Office parlementaire belge », sans l'aval du gouvernement resté en France[35].
- 31 juillet : fondation de Radio Bruxelles (Zender Brussel), radio collaborationniste installée dans les locaux de l'INR place Flagey[36].

### Août 1940
- 2 août : de Vleeschauwer rencontre Pierlot, Spaak et Gutt à la frontière franco-espagnole. Gutt gagne Londres en compagnie de de Vleeschauwer. Pierlot et Spaak retournent à Vichy auprès des autres membres du gouvernement qui refusent de partir à Londres[37].
- 10 août : perquisitions menées par la Gestapo chez les jésuites bruxellois[36].
- 13 août : instauration de la censure sur les livres[36].
- 15 août : premier numéro de La Libre Belgique clandestine[36].
- 22 août : Pierlot et Spaak obtiennent l'accord du conseil des ministres pour partir à Londres[38]. Arrivés en Espagne franquiste, ils sont placés en résidence surveillée[39].
- 27 août : fondation de la Corporation de l'agriculture et de l'alimentation[36].

### Septembre 1940
- 11 septembre : une grève éclate en région liégeoise[36].
- 12 septembre : instructions de Berne, directives adressées par Léopold III de Belgique par la voie du comte Louis d'Ursel, ambassadeur de Belgique en Suisse, au corps diplomatique belge sur l'attitude de neutralité à adopter vis-à-vis de l'Allemagne nazie.
- 28 septembre : premières émissions de Radio Belgique, radio clandestine émettant depuis les locaux de la BBC à Londres.

### Octobre 1940
- 17 octobre : première parution du supplément hebdomadaire Le Soir-Jeunesse. Le Soir est alors contrôlé par l'occupant allemand.
- 18 octobre : 
  - Le prêtre nationaliste Cyriel Verschaeve est nommé président du « Conseil culturel flamand »[36].
  - Pierlot et Spaak parviennent à s'évader et à rejoindre le Portugal cachés dans une camionnette à double fond[40].
- 22 octobre : ils retrouvent Gutt et de Vleeschauwer à l'ambassade de Belgique à Londres[40].
- 28 octobre : 
  - Ordonnance « relative aux Juifs », instaurant notamment un registre de Juifs dans chaque commune belge[41].
  - Ordonnance « concernant la cessation de l’exercice des fonctions et activités exercées par les Juifs ». Ils ne peuvent plus exercer de métier dans l'administration publique ou l'enseignement. Ils ne peuvent également plus être avocats ou encore administrateurs et rédacteurs dans la presse écrite et à la radio[42].
- 29 octobre : création du « Secours d'hiver » apportant un soutien moral et matériel aux démunis[43].
- 31 octobre : le gouvernement belge en exil (Pierlot, Spaak, Gutt et de Vleeschauwer) tient son premier conseil des ministres à Londres[44]. Il est officiellement reconnu par les autorités britanniques[36].

### Novembre 1940
- 10 novembre : dans une allocution radiophonique, le leader nationaliste flamand Staf de Clercq annonce que la Ligue nationale flamande (VNV) se met à la disposition de l'occupant[36],[45].
- 19 novembre : Léopold III rencontre Hitler à Berchtesgaden, en Bavière[15],[46].
- 22 novembre : création de l'Union des Travailleurs manuels et intellectuels (UTMI), syndicat unique souhaité par l'occupant[47].
- 30 novembre : les cafés, restaurants et hôtels juifs de Belgique doivent désormais afficher l'inscription « Jüdisches Unternehmen – Joodsche onderneming – Entreprise juive »[42].

### Décembre 1940
- 6 décembre : le ministre des Affaires étrangères Paul-Henri Spaak fait savoir aux diplomates belges que la lutte continue depuis Londres aux côtés des Alliés. Le gouvernement souhaite rétablir l'indépendance nationale et libérer le roi[48].
- 20 décembre : création du Mouvement national belge, un des principaux réseaux de la résistance intérieure[36].

## Culture

### Cinéma
- Janssens tegen Peeters (Janssens contre Peeters), film de Jan Vanderheyden.

### Littérature
- Les Inconnus dans la maison, roman de Georges Simenon.
- La Nuit sans étoiles, recueil de poèmes de Grégoire Le Roy[49].

## Sciences
- Prix Francqui : Pierre Nolf (médecine, ULg)[50].

## Naissances
- 9 février : Willem Vermandere, chanteur.
- 31 mai : Frans Brands, coureur cycliste († 9 février 2008).
- 7 août : Jean-Luc Dehaene, Premier ministre de 1992 à 1999 († 15 mai 2014).
- 27 septembre : Benoni Beheyt, coureur cycliste.
- 10 octobre : Jean-Pierre Detremmerie, homme politique († 21 février 2016).
- 27 octobre : Georges Van Coningsloo, coureur cycliste († 7 avril 2002).

## Décès
- 25 janvier : Léon Frédéric, peintre (° 26 août 1856).
- 20 mai : Joris Van Severen, homme politique, président du Verdinaso, tué dans le massacre d'Abbeville (° 19 juillet 1894)[51].
- 22 mai : Julien Vervaecke, coureur cycliste (° 3 novembre 1899).
- 5 septembre : Charles de Broqueville, chef de cabinet de 1911 à 1918, Premier ministre de 1932 à 1934 (° 4 décembre 1860).
- 1er octobre : Armand Hubert, homme politique (° 15 août 1857).
- 8 novembre : Arthur Vierendeel, ingénieur civil (° 10 avril 1852).
- 11 décembre : Fernand Cocq, homme politique (° 5 juillet 1861).

## Statistiques

### Campagne des 18 jours et occupation
- 12 033 Belges (dont 5 481 militaires) perdent la vie entre le 10 et le 28 mai 1940[19],[52].
- 225 000 prisonniers de guerre belges sont transférés en Allemagne[19].
- 2 200 000 Belges se sont réfugiés en France selon la Croix-Rouge (1 500 000 selon les autorités allemandes)[1].